# لويز مورتنسن
لويز مورتنسن (11 ديسمبر 1979 بآلبورغ في الدنمارك - ) (بالدنماركية: Louise Mortensen)‏ هي لاعبة كرة يد دانمركية في مركز ظهير ‏. لعبت مع Aalborg DH ‏.

## وصلات خارجية
- لويز مورتنسن على موقع الاتحاد الأوروبي لكرة اليد (الإنجليزية)